# تپه پی پشتگاه
تپه پی پشتگاه مربوط به سده‌های اولیه دوران‌های تاریخی پس از اسلام است و در شهرستان نوشهر، بخش کجور، روستای ابندانک واقع شده و این اثر در تاریخ ۷ مرداد ۱۳۸۲ با شمارهٔ ثبت ۹۳۷۳ به‌عنوان یکی از آثار ملی ایران به ثبت رسیده است.